# Hiroki Sasaki
Hiroki Sasaki (født 17. juli 1993) er en japansk fodboldspiller.
Han har spillet for flere forskellige klubber i sin karriere, herunder Fujieda MYFC.